# Przemysław Kozłowski
Przemysław Kozłowski (ur. 24 maja 1969 w Lublinie) – polski aktor teatralny i filmowy.

## Życiorys
W 1994 roku ukończył studia na PWST w Krakowie. Występował na scenach następujących teatrów:
- Teatr Polski w Poznaniu (1994-99)
- Teatr im. Wojciecha Bogusławskiego w Kaliszu (1999-2001)
- Teatr Dramatyczny im. Jana Kochanowskiego w Opolu (2001-2008)
- Teatr im. Stefana Jaracza w Łodzi (od 2008)

## Filmografia
- 1996: Poznań 56
- 1997: Młode wilki 1/2 – Czapla
- 2002–2010: Samo życie – mężczyzna, który napadł na Teresę Jankowską (odc. 160 i 161); mecenas Adam Kowalski
- 2004–2011: Pierwsza miłość – Zenek, robotnik na budowie
- 2006: Fala zbrodni - strażak (odc. 54)
- 2007: Tajemnica twierdzy szyfrów
- 2007: Biuro kryminalne – Piotr Krośniak (odc. 46)
- 2008: Kryminalni – Bogdan Kamiński „Bogart” (odc. 91)
- 2010: Plebania – windykator (odc. 1620-1622)
- 2010: Chichot losu – Jerzy Podłudzki, partner Krystyny
- 2011: Układ warszawski – pokerzysta (odc. 5)
- 2011: Czas honoru – Helmut Schwerig (odc. 40-43)
- 2011: Szpilki na Giewoncie – inwestor (odc. 31 i 32)
- 2011: Na dobre i na złe – Jan Czapla (odc. 456)
- 2011: Hotel 52 – Witek Kolasa, mąż Jadwigi (odc. 37)
- 2012–2013: Prawo Agaty – prokurator Orliński (odc. 22 i 48)
- 2012: Paradoks – Piotr Pawlak „Airam” (odc. 1)
- 2013: Komisarz Alex – Krymski (odc. 30)
- 2014–2015: Przyjaciółki – Roman Waliszewski
- 2014: To nie koniec świata – neurochirurg (odc. 21)
- 2020: Rysa - Andrzej Kalicki (odc. 6,7)
- 2021: Układ - Andrzej Kalicki (odc. 7,8)

## Teatr telewizji
Zagrał jedną z głównych ról w spektaklu „Matka Joanna od aniołów” (2006), gdzie wystąpił jako ojciec Suryn, egzorcysta.